# 布倫丹·萊恩
布倫丹·伍德·萊恩（英語：Brendan Wood Ryan，1982年3月26日—），為美國職棒大聯盟的游擊手，生涯曾效力過紅雀、水手、洋基與天使等球隊。
萊恩除了捕手以外，任何守備位置都能勝任。2012年，萊恩拿下防守聖經獎。

## 職業生涯

### 聖路易紅雀

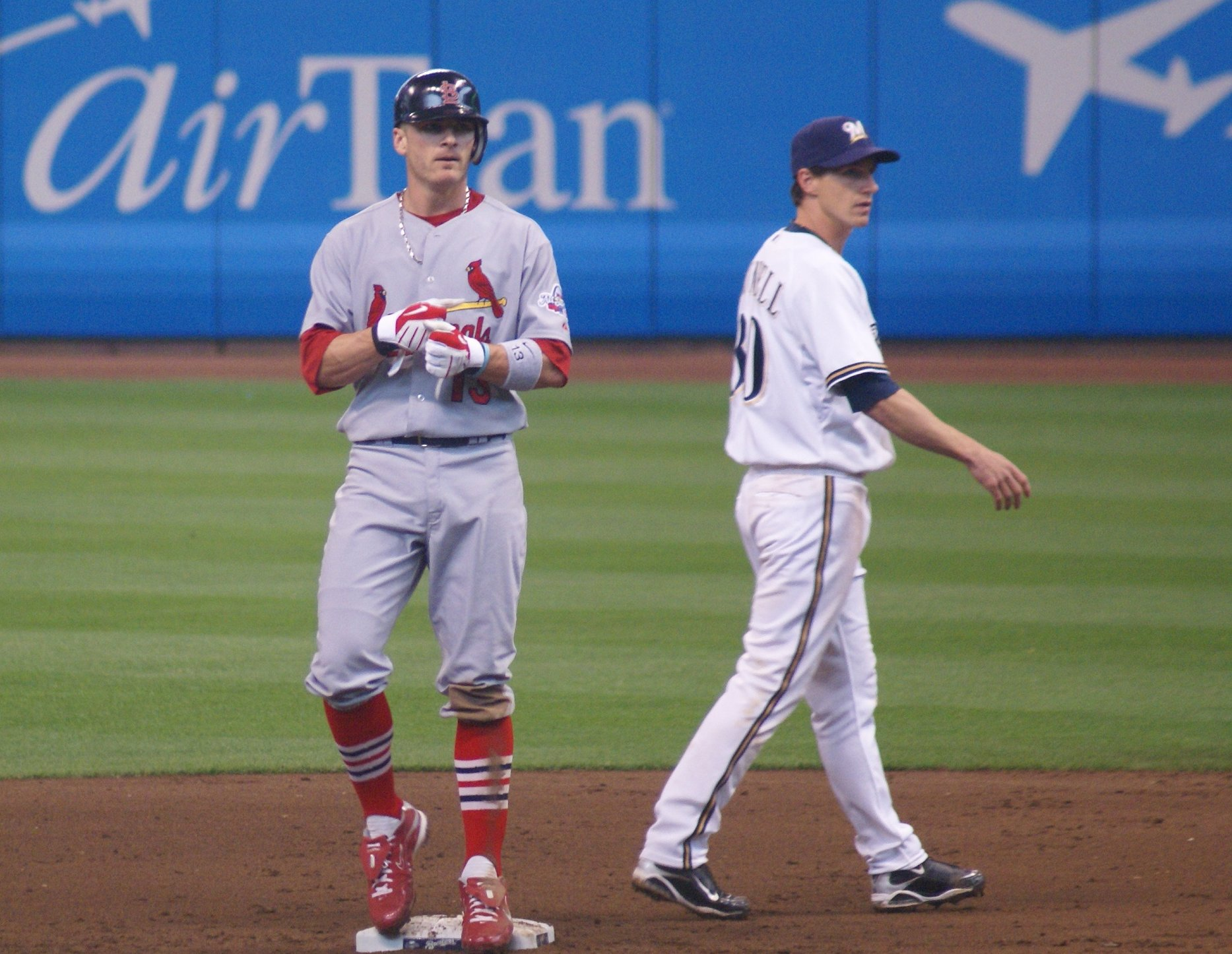
2007年的萊恩(左)

2007年6月2日，萊恩登上大聯盟。他在菜鳥年繳出2成89的打擊率，並敲出4轟與11分打點。他還寫下單季7次盜壘嘗試全數成功的個人紀錄。他在6月26日敲出生涯首轟，還是一支再見全壘打。
2008年，萊恩因傷錯過開季。他復健了一個月才回到大聯盟，並在中途被下放小聯盟一個月。
2009年，萊恩在開季一個月後受傷。6月，他成為球隊的游擊手，打擊率也一度突破3成。他在8月20日敲出生涯首支滿貫砲。9月19日，他敲出第一支再見安打。
該年他幫助紅雀隊拿下分區龍頭，不過他在2010年2月因為動了手肘清創手術而影響到開季。

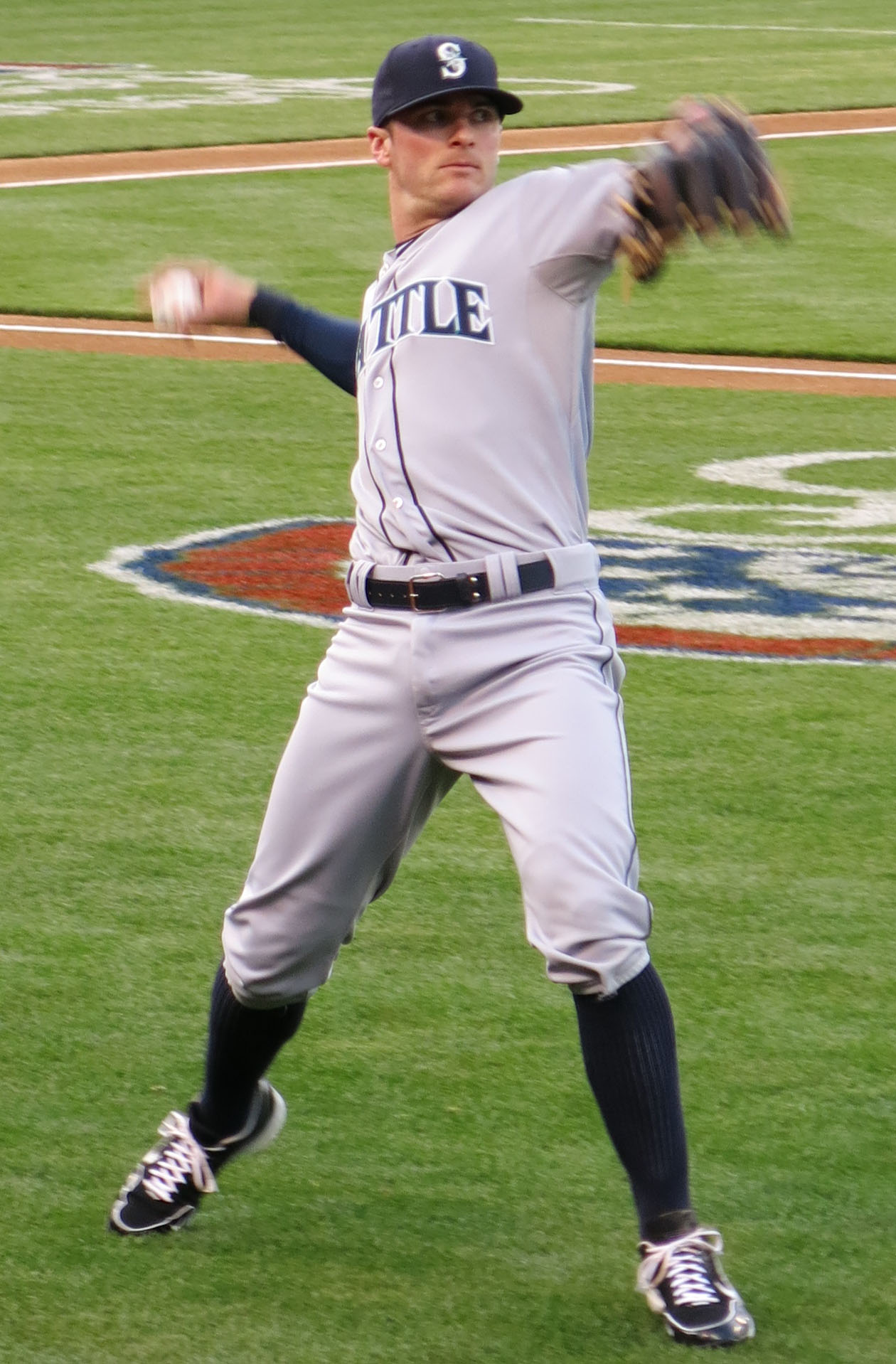
2013年的萊恩

### 西雅圖水手
2010年12月12日，紅雀隊用萊恩向水手隊交易Maikel Cleto。隔年7月26日，他打破了C·C·沙巴西亞的6.1局完全比賽。這年他連續2次拿下防守聖經獎第二名。
2012年4月21日，萊恩成為Philip Humber完全比賽的最後一個出局數。不過當時捕手沒把球接好，萊恩卻沒有選擇跑上一壘，而是花時間和主審理論他有出棒，最後捕手趁機將球傳向一壘結束比賽。同年8月15日，隊友費利克斯·赫南德茲投出完全比賽，而萊恩跑回全場唯一一分。
2012年，萊恩終於拿下防守聖經獎。2013年，由於萊恩的打擊率大幅下滑，因此球隊讓Brad Miller取代他的位置。

### 紐約洋基

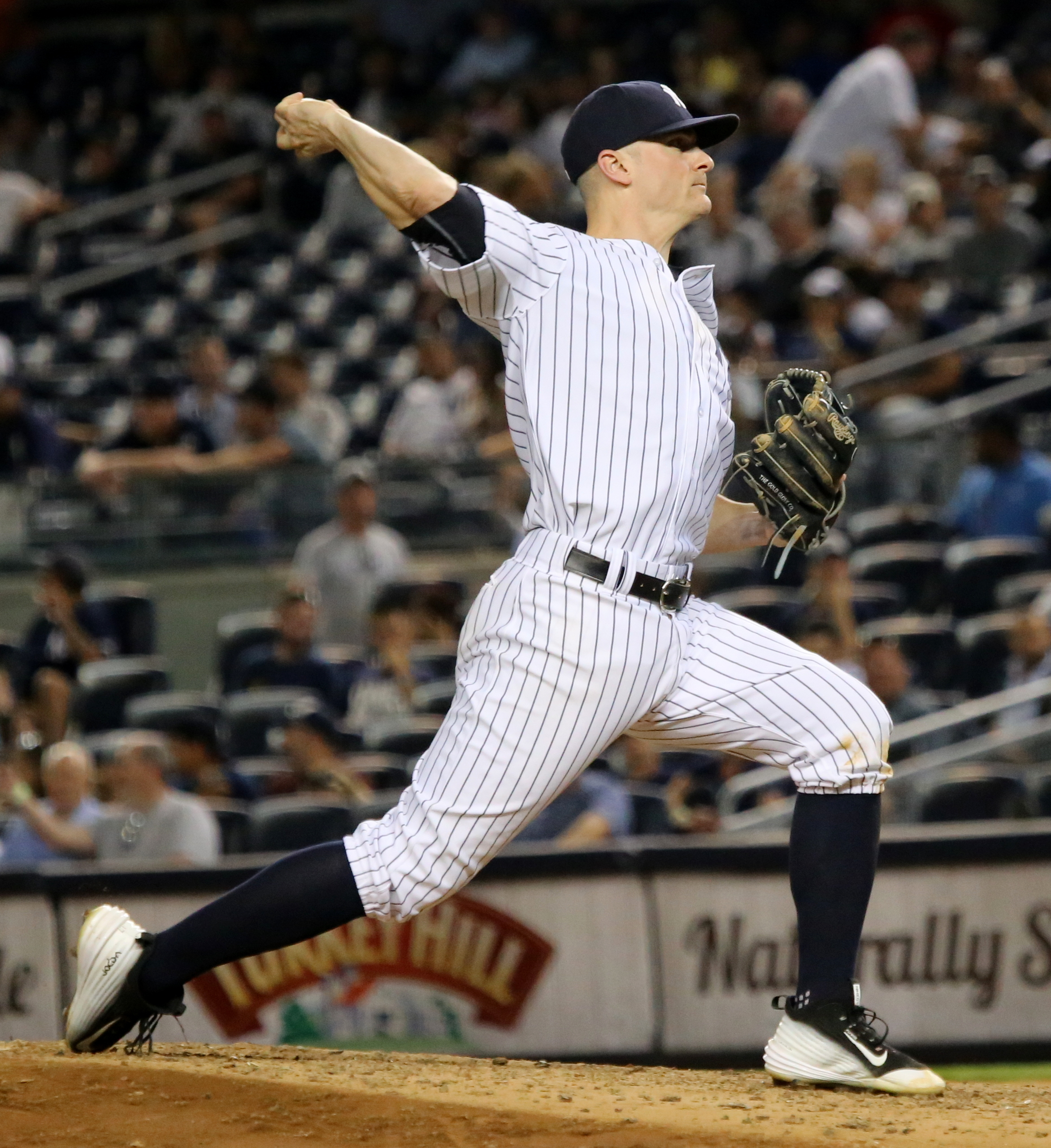
首次登板投球的萊恩

2013年9月10日，水手隊將萊恩交易到洋基隊，換取一名日後指定球員。11月，他和球隊簽下2年500萬美元的合約。
2014年的萊恩幾乎都在傷兵名單度過，整季他僅出賽49場比賽，打擊率僅1成67。2015年，萊恩在球季初還是受傷。而他在8月25日完成生涯首次登板投球，並主投2局無失分。後來萊恩在2016年執行一年100萬美元的選擇權。

### 芝加哥小熊
2015年12月17日，洋基隊將萊恩交易到小熊隊，做為史達林·卡斯楚交易案的日後指定球員。不過他在12月23日就被球隊釋出。

### 華盛頓國民
2016年2月2日，萊恩和國民隊簽下小聯盟合約，並受邀參加春訓。整季他在國民隊最高只到3A，沒有登上大聯盟。

### 洛杉磯天使
由於安德瑞爾頓·西蒙斯受傷，因此天使隊在2016年5月10日從國民隊交易來萊恩。雖然他在5月底一度被指定讓渡，不過他在6月初又重返大聯盟。

### 底特律老虎
2016年12月19日，萊恩和老虎隊簽下小聯盟約，並受邀參加春訓。他在2017年球季結束後成為自由球員。

## 個人生活
萊恩目前已婚，並育有2子。

## 外部連結
- 球員資訊和成績在MLB，ESPN，Baseball-Reference，Fangraphs（英文）